# 權謹
權謹，字仲常，徐州人。曾參與編撰徐州最早的史書《彭城志》。其傳列於明史孝義之中（卷296 列傳第一百八十四）。他以孝行由光祿丞授文華殿大學士入閣，但卻不治事。因此虛有官名，卻實未入閣。
十歲喪父，即哀毀，奉母至孝。永樂四年經過推薦擔任樂安知縣，遷光祿署丞，因母年事已高，辭官歸家。母年九十終，廬墓三年，朝夕哭殿，感動鳥獸都去祭奠（致泉湧免馴之異）。
明仁宗令群臣效仿，還派人要其入閣，即拜文華殿大學士。但是權謹推辭，仁宗曰：「朕擢卿以風天下為子者，他非卿責也。」只好請他隨從皇太子監國南京。宣宗嗣位，他以疾病纏身希望能歸箱故里，因此被改任維通政司右參議，賜白金文綺致仕。